# Ducati S2
La S2 est un modèle de motocyclette du constructeur italien Ducati.
La 900 S2 apparait en 1982.
Le moteur est un bicylindre en V ouvert à 90° de 900 cm³, délivrant 72 chevaux à 7 500 tr/min. Il était alimenté par deux carburateurs Dell'Orto de 32 ou 40 mm de diamètre.
Côté partie cycle, le cadre est un classique double berceau en tube d'acier.

La fourche télescopique et les combinés amortisseurs arrière sont signés Marzocchi.

Le freinage est confié à Brembo, avec trois disques de 280 mm de diamètre, pincés par des étriers à deux pistons à l'avant et simple piston à l'arrière.
Le carénage tête de fourche provient de la 600 Pantah. Il est peint en gris ou noir, avec une bande dégradée jaune, orange et rouge. Sur les modèles gris, le cadre est noir. Sur les modèles noirs, le cadre est rouge. À la fin de la production est apparu un modèle peint en rouge, avec une bande dégradée à trois nuances de gris et à cadre rouge.
Les silencieux sont des Conti ou des Silentium. Les roues dorées sont des FPS sur les premiers modèles et des Oscam à partir de 1983.
Jusqu'en 1983, la S2 pouvait, au choix, être équipée d'un démarreur électrique ou d'un kick.

Par ailleurs, elle n'offrait qu'une béquille centrale, et pas de latérale.
Il a été fabriqué 353 modèles à kick et 883 à démarreur électrique, dont 205 en 1983 avec un mélange de modèles noirs (143 unités) et de modèles rouges (62 unités), jusqu'à son remplacement en 1984 par la 1000 S2.
La 1000 S2 reprend le moteur de la MHR de même cylindrée. Il était annoncé pour 83 chevaux à 7 500 tr/min dans sa version standard, ou 90 chevaux au même régime avec l'échappement deux-en-un, pour une vitesse maximale donnée par l'usine de 220 ou 235 km/h.
Le poids est en hausse, avec 198 kg. 
L'ensemble de la partie cycle est également extrapolé de la 1000 MHR.

Les roues sont des Campagnolo.
Il est sorti 171 machines noires, jusqu'en 1985.